# Ham (Tessenderlo-Ham)
Ham is een voormalige gemeente in de provincie Limburg in België en behoorde tot het kieskanton en het gerechtelijk kanton Beringen. Ze telde ruim 11.000 inwoners.
Vanaf 1 januari 2025 gaan Ham en Tessenderlo samen verder onder de fusienaam Tessenderlo-Ham.

## Geschiedenis
Vondsten van vuurstenen en lemmers, afslagen en andere gebruiksvoorwerpen tonen aan dat er -op de plek die Ham nu is- al mensen woonden rond de jaren 3000 tot 1500 voor Christus.
Het gebied maakte historisch deel uit van de heerlijkheid Ham. De eerste vermelding van die heerlijkheid dateert van 785. Daonatus vermeldde Ham in Vita Sancti Trudonis, het verhaal over de heilige Trudo. In de Vita staat onder andere hoe hofmeier Pepijn van Herstal al zijn geld aan Ochinsala (Eksel) en Ham opdroeg. Een soortgelijk verhaal is eveneens terug te vinden in de geschriften van Theodoricus.
De stichting van de Abdij van Averbode in 1135 had een gunstige invloed op Oostham, aangezien deze nieuwe abdij aldaar verschillende eigendommen bezat.
In 1365 werd Ham onderricht aan het heerschap van Gerard van Ailly.

## Geografie
Bodemkundig en volkskundig maken Kwaadmechelen en Oostham deel uit van de Zuiderkempen.

### Kernen
De fusiegemeente Ham telt twee deelgemeenten. In Kwaadmechelen liggen verder nog de kerkdorpen Genebos en Genendijk.

### Deelgemeenten
| # | Naam          | Opp. (km²) | Inwoners (2020) | Inwoners per km² | NIS-code |
| - | ------------- | ---------- | --------------- | ---------------- | -------- |
| 1 | Oostham       | 16,45      | 5.347           | 325              | 71069A   |
| 2 | Kwaadmechelen | 16,34      | 5.628           | 344              | 71069B   |

## Demografie

### Demografische ontwikkeling
Alle historische gegevens hebben betrekking op de huidige gemeente, inclusief deelgemeenten, zoals ontstaan na de fusie van 1 januari 1977.
- Bronnen:NIS, Opm:1831 tot en met 1981=volkstellingen; 1990 en later= inwonertal op 1 januari

| Inwoners van jaar tot jaar op 1 januari 1992 tot heden | Inwoners van jaar tot jaar op 1 januari 1992 tot heden | Inwoners van jaar tot jaar op 1 januari 1992 tot heden |
| jaar                                                   | Aantal                                                 | Evolutie: 1992=index 100                               |
| ------------------------------------------------------ | ------------------------------------------------------ | ------------------------------------------------------ |
| 1992                                                   | 8.808                                                  | 100,0                                                  |
| 1993                                                   | 8.874                                                  | 100,7                                                  |
| 1994                                                   | 8.891                                                  | 100,9                                                  |
| 1995                                                   | 8.913                                                  | 101,2                                                  |
| 1996                                                   | 8.966                                                  | 101,8                                                  |
| 1997                                                   | 9.035                                                  | 102,6                                                  |
| 1998                                                   | 9.180                                                  | 104,2                                                  |
| 1999                                                   | 9.284                                                  | 105,4                                                  |
| 2000                                                   | 9.326                                                  | 105,9                                                  |
| 2001                                                   | 9.392                                                  | 106,6                                                  |
| 2002                                                   | 9.387                                                  | 106,6                                                  |
| 2003                                                   | 9.530                                                  | 108,2                                                  |
| 2004                                                   | 9.574                                                  | 108,7                                                  |
| 2005                                                   | 9.627                                                  | 109,3                                                  |
| 2006                                                   | 9.705                                                  | 110,2                                                  |
| 2007                                                   | 9.824                                                  | 111,5                                                  |
| 2008                                                   | 9.975                                                  | 113,2                                                  |
| 2009                                                   | 10.093                                                 | 114,6                                                  |
| 2010                                                   | 10.235                                                 | 116,2                                                  |
| 2011                                                   | 10.375                                                 | 117,8                                                  |
| 2012                                                   | 10.393                                                 | 118,0                                                  |
| 2013                                                   | 10.473                                                 | 118,9                                                  |
| 2014                                                   | 10.574                                                 | 120,0                                                  |
| 2015                                                   | 10.617                                                 | 120,5                                                  |
| 2016                                                   | 10.618                                                 | 120,5                                                  |
| 2017                                                   | 10.733                                                 | 121,9                                                  |
| 2018                                                   | 10.824                                                 | 122,9                                                  |
| 2019                                                   | 10.897                                                 | 123,7                                                  |
| 2020                                                   | 10.977                                                 | 124,6                                                  |
| 2021                                                   | 11.031                                                 | 125,2                                                  |
| 2022                                                   | 11.163                                                 | 126,7                                                  |
| 2023                                                   | 11.337                                                 | 128,7                                                  |
| 2024                                                   | 11.338                                                 | 128,7                                                  |

## Politiek

### Structuur
De gemeente Ham ligt in het kieskanton Beringen (dewelke hetzelfde is als het provinciedistrict Beringen), het kiesarrondissement Hasselt-Tongeren-Maaseik (identiek aan de kieskring Limburg).
| Ham              | Ham              | Supranationaal         | Nationaal                         | Nationaal          | Gemeenschap       | Gewest            | Provincie         | Arrondissement           | Provinciedistrict | Kanton          | Gemeente        |
| ---------------- | ---------------- | ---------------------- | --------------------------------- | ------------------ | ----------------- | ----------------- | ----------------- | ------------------------ | ----------------- | --------------- | --------------- |
| Administratief   | Niveau           | Europese Unie          | België                            | België             | Vlaanderen        | Vlaanderen        | Limburg           | Hasselt                  | Hasselt           | Hasselt         | Ham             |
| Administratief   | Bestuur          | Europese Commissie     | Belgische regering                | Belgische regering | Vlaamse regering  | Vlaamse regering  | Deputatie         | Deputatie                | Deputatie         | Deputatie       | Gemeentebestuur |
| Administratief   | Raad             | Europees Parlement     | Kamer van volksvertegenwoordigers | Vlaams Parlement   | Vlaams Parlement  | Vlaams Parlement  | Provincieraad     | Provincieraad            | Provincieraad     | Provincieraad   | Gemeenteraad    |
| Kiesomschrijving | Kiesomschrijving | Nederlands Kiescollege | Kieskring Limburg                 | Kieskring Limburg  | Kieskring Limburg | Kieskring Limburg | Kieskring Limburg | Hasselt-Tongeren-Maaseik | Beringen          | Beringen        | Ham             |
| Verkiezing       | Verkiezing       | Europese               | Federale                          | Federale           | Vlaamse           | Vlaamse           | Provincieraads-   | Provincieraads-          | Provincieraads-   | Provincieraads- | Gemeenteraads-  |

### Geschiedenis

#### Lijst van burgemeesters
| Periode | Periode     | Naam burgemeester      |
| ------- | ----------- | ---------------------- |
|         | 1977 - 1988 | Leo De Jonghe (CVP)    |
|         | 1989 - 2000 | Georges Michiels (VLD) |
|         | 2001 - 2019 | Dirk De Vis (CD&V)     |
|         | 2020 -2024  | Marc Heselmans (CD&V)  |

#### Legislatuur 2019-2024
Burgemeester werd eerst Dirk De Vis (CD&V), die op 1 januari 2020 werd opgevolgd door zijn partijgenoot Marc Heselmans. Beiden leidden een coalitie bestaande uit CD&V en Open Vld. Samen vormen ze de meerderheid met 15 op 21 zetels.

### Resultaten gemeenteraadsverkiezingen van 1976 tot en met 2018
| Partij of kartel     | Partij of kartel                                   | 10-10-1976 | 10-10-1976 | 10-10-1982 | 10-10-1982 | 9-10-1988 | 9-10-1988 | 9-10-1994 | 9-10-1994 | 8-10-2000 | 8-10-2000 | 8-10-2006 | 8-10-2006 | 14-10-2012 | 14-10-2012 | 14-10-2018 | 14-10-2018 |
| Stemmen / Zetels     | Stemmen / Zetels                                   | %          | 19         | %          | 19         | %         | 19        | %         | 19        | %         | 21        | %         | 21        | %          | 21         | %          | 21         |
| -------------------- | -------------------------------------------------- | ---------- | ---------- | ---------- | ---------- | --------- | --------- | --------- | --------- | --------- | --------- | --------- | --------- | ---------- | ---------- | ---------- | ---------- |
|                      | CVP1/ CD&V2                                        | 47,611     | 11         | 38,881     | 8          | 26,781    | 6         | 32,281    | 7         | 28,871    | 7         | 39,352    | 9         | 38,082     | 9          | 32,82      | 8          |
|                      | SP1/ sp.a-Groen!A/ PRO HAMB/ sp.a2                 | 18,581     | 3          | 18,991     | 3          | 18,841    | 3         | 14,621    | 2         | 16,41     | 3         | 16,85A    | 3         | 13,63B     | 2          | 10,52      | 2          |
|                      | Agalev1/ DOEN2/ sp.a-Groen!A/ PRO HAMB/ Groen3     | -          |            | -          |            | 9,781     | 1         | 9,292     | 1         | 7,681     | 1         | 16,85A    | 3         | 13,63B     | 2          | 6,73       | 1          |
|                      | Gem. Bel.1/ PVV12/ VLD23/ VLD-VIVANT34/ Open Vld45 | 26,561     | 5          | 25,771     | 5          | 40,692    | 9         | 43,83     | 9         | 32,723    | 8         | 27,294    | 6         | 21,575     | 5          | 25,15      | 6          |
|                      | Vlaams Blok1/ Vlaams Belang2                       | -          |            | -          |            | -         |           | -         |           | 14,341    | 2         | 16,502    | 3         | 7,372      | 1          | 12,02      | 2          |
|                      | VU1/ N-VA2                                         | -          |            | -          |            | 3,911     | 0         | -         |           | -         |           | -         |           | 19,352     | 4          | 12,82      | 2          |
|                      | INSPRK                                             | -          |            | 16,36      | 3          | -         |           | -         |           | -         |           | -         |           | -          |            | -          |            |
|                      | KVB                                                | 7,24       | 0          | -          |            | -         |           | -         |           | -         |           | -         |           | -          |            | -          |            |
| Totaal stemmen       | Totaal stemmen                                     | 5255       | 5255       | 5870       | 5870       | 6219      | 6219      | 6334      | 6334      | 6843      | 6843      | 7305      | 7305      | 7505       | 7505       | 7885       | 7885       |
| Opkomst %            | Opkomst %                                          |            |            |            |            | 96,85     | 96,85     | 95,88     | 95,88     | 94,53     | 94,53     | 95,83     | 95,83     | 92,86      | 92,86      | 93,4       | 93,4       |
| Blanco en ongeldig % | Blanco en ongeldig %                               | 4,36       | 4,36       | 4,92       | 4,92       | 5,11      | 5,11      | 5,72      | 5,72      | 5,44      | 5,44      | 5,35      | 5,35      | 4,17       | 4,17       | 4,8        | 4,8        |

De zetels van de gevormde coalitie staan vetjes afgedrukt. De grootste partij is in kleur.

Zie voor resultaten in 2024 en later op Tessenderlo-Ham.

## Bezienswaardigheden
De voornaamste bezienswaardigheden zijn :
- De 10de-eeuwse toren van de Onze-Lieve-Vrouw-Geboortekerk te Oostham (de oudste kerktoren van de Benelux)
- De 17de-eeuwse pastorie van Oostham
- In Oostham bezat de aanzienlijke adellijke familie Van Hoensbroeck vroeger een kasteel (gesloopt in 1834). Het wapen van deze familie is thans nog het wapen van de gemeente Ham.
- Het beschermde landschap De Rammelaars is een uitgestrekt systeem van grachten, beken en percelingspatronen. Sinds de 19de eeuw is het onaangetast gebleven en heeft dan ook een tamelijk unieke status in Vlaanderen.

## Cultuur

### Evenementen
Jaarlijks vindt in Ham het Folkfestival Ham plaats, een openluchtfestival dat een podium brengt in het folk genre. De eerste editie vond plaats in 1996. Elk jaar komen hier ongeveer 1500 bezoekers.
In april organiseert de gemeentelijke dienst Cultuur en Toerisme de jaarlijkse garageverkoop, waarbij oude spullen aan een zacht prijsje verkocht worden. Begin juni volgt er dan weer de Drieprovinciënroute met het mooiste van 3 provincies in één fietstocht. Dit fietsgebeuren verloopt in samenwerking met de omliggende steden en gemeenten Tessenderlo, Beringen, Meerhout, Laakdal en Diest.
In september vindt steeds de Openstraatdag plaats. Jaarlijks wordt de Rijksweg tussen Kwaadmechelen en Oostham verkeersvrij gemaakt en zijn er allerlei activiteiten, waar duizenden mensen aan deelnemen. 
In juli wordt in Ham het evenement FermWerm gehouden (de opvolger van de vroegere Waajfeesten), voorafgegaan door Technosoccer. In december staat dan nog het winterevenement BraKaad op de agenda, gevolgd door het kerstconcert in de Onze-Lieve-Vrouw Geboortekerk te Oostham.

## Bekende inwoners
- Jan Peers (1939-2021), medicus
- Dieter Dekelver, ex-profvoetballer
- Tom Vannoppen, ex-veldrijder
- Ludo Sannen, politicus
- Esther Sels, zangeres
- Cynthia Reekmans, presentatrice
- Jasper Philipsen, wielrenner
- Yentel Caers, windsurfer

## Economie
- Ham maakt deel uit van het Economisch Netwerk Albertkanaal.